# 曹心明
曹心明（？年—？年），字五宿，號星濟，河南归德府商丘县籍山东莒州人。明末政治人物。

## 生平
崇祯三年（1630年）庚午科河南乡试舉人，四年（1631年）联捷辛未科进士。刑部观政，八年授户部浙江司主事，九年任山西乡试主考官，十年浙江司员外郎，出任西安府知府，十二年升陕西按察司副使，分巡关内道，围剿张献忠，率领部将贺人龙等生擒贼党小关锁，斩首三千五百余级。又奉命率军入四川剿贼，行军至綿州而卒。